# Whitehaven
Whitehaven is een plaats in het bestuurlijke gebied Copeland, in het Engelse graafschap Cumbria met 25.500 inwoners. Whitehaven is een kleine haven in het uiterste westen van Cumbria tegenover het eiland Man en Noord-Ierland, ten noorden van de kaap van St Bees. Het stadje ligt halverwege op de spoorlijn van Barrow-in-Furness naar Carlisle, de Cumbrian Coast Line, die in Whitehaven door een tunnel rijdt. Whitehaven ligt ten westen van het Lake District, aan de Ierse Zee. Het stadje is een schoolvoorbeeld van georgiaanse architectuur.

## Geschiedenis

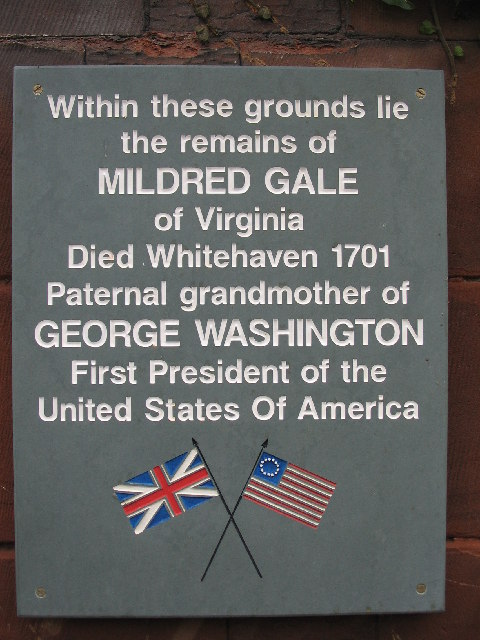
Plaquette van Mildred Gale

Whitehavens geschiedenis is nauw verbonden met die van de familie Lowther, naar wie een van de belangrijkste winkelstraten vernoemd werd. Het is bekend dat de Romeinen vestigingen in Cumbria hadden, maar in Whitehaven zelf zijn er geen restanten uit de Romeinse periode aangetroffen. De Vikingen kochten in de 10de eeuw het grondgebied waarop heden Whitehaven ligt af van het koninkrijk Strathclyde. In de middeleeuwen stond Whitehaven onder het gezag van de Priorij van St Bees, totdat die door Hendrik VIII ontbonden werd.
Whitehaven bleef een klein dorpje onder de Lowthers. Sir Christopher Lowther werd op 11 juni 1642 tot baronet verklaard; hij was een afstammeling van ene Sir John Lowther, heer van St Bees. Een telg uit het geslacht Lowther, Anthony, huwde met Peg, de zuster van Sir William Penn die Pennsylvania stichtte. Dit gaf de familie toegang tot koloniale rijkdom en staatspensioenen van James, hertog van York, de latere Jacobus II van Engeland. Een jongere Sir John Lowther had in 1660 van Karel II de toestemming gekregen om een markt in te richten; hij verkocht grote delen van zijn landerijen aan de familie Gale, om welke reden er tot in de 19de eeuw nog meerdere straten met de naam Gale erin bestonden. Eén lid van deze familie, Mildred Gale, was de grootmoeder van George Washington. In 1757 verliet Sir William Lowther of Holker Whitehaven om op zijn landgoed te Lowther bij Penrith te gaan wonen; sedertdien is Whitehaven geen adellijke residentie meer.
John, eerste burggraaf Lonsdale poogde in Whitehaven een universitair instituut op te richten, in een straat die nog steeds College Street heet. Deze instelling heeft nog geen veertig jaar bestaan en werd vervolgens tot een tapijtenfabriek omgebouwd.
In 1769 werd een ‘kasteel’ in Whitehaven gebouwd. Dit was in wezen een landhuis, maar staat desalniettemin als Whitehaven Castle bekend. Het is heden opnieuw een privéwoning, nadat het tot in de jaren 60 het ziekenhuis van Whitehaven was geweest.
John Paul Jones begon zijn maritieme carrière in Whitehaven, en leidde tevens anno 1778 een aanval op het stadje tijdens de Amerikaanse Onafhankelijkheidsoorlog; dit was wellicht de laatste invasie van Engeland.

### Mijnbouw
Reeds in de middeleeuwen was de aanwezigheid van steenkool in Whitehaven bekend, en deze werd door de Priorij van St Bees ontgonnen. Het was echter onder de Lowthers dat de grootschalige ontginning van steenkool in Whitehaven op gang kwam, en men kan heden ten dage nog steeds restanten van mijnen zien. Op de heuvel aan de zuidelijke rand van de haven staat een ventilatiegebouw voor de Wellington Pit, en daarachter een grote schoorsteen, die lokaal als ‘de kandelaar’ bekendstaat.
Sir John Lowthers testament, gedateerd op 14 september 1754, liet £ 1.500 na aan de gebroeders John en Carlisle Spedding, eigenaren van de schrijnwerkerij James Spedding & Co. Carlisle Spedding vermomde zichzelf als mijnwerker en trok onder de schuilnaam ‘Dan’ naar Newcastle upon Tyne om er onder de mijnwerkers te gaan werken en aan den lijve te onderzoeken wat de doeltreffendste mijnontginningsmethoden zijn. Hij ontwikkelde tevens (zo dacht hij) een manier om gevaarlijke ophopingen van methaangas op te sporen, waarbij een jongen met vuursteentjes constant kleine vonken sloeg. Dit principe werd gemechaniseerd tot een zogenaamde veiligheidslamp die als ‘Spedding Wheel’ bekend werd. Carlisle Spedding werd in 1729 een van de pioniers van de mijnontginning in Whitehaven, maar kwam bij een ontploffing om het leven. Onder de toren van Trinity Church bevindt zich een monument voor hem en zijn vrouw, Sarah Towerson. Spedding boorde de mijn Saltom Pit aan, die in 2008 gerestaureerd werd en een beschermd monument is; de mijn is reeds sinds 1848 niet meer in gebruik en vormt het best bewaarde voorbeeld van een 18de-eeuwse mijn.
Zoals ook in Barrow-in-Furness het geval was, werd in Whitehaven hematiet aangetroffen; dit leidde in de 19de eeuw tot een kortstondige bloei van de mijnindustrie voor ijzerertsontginning in het stadje, gebaseerd op het Bessemerprocedé. Er werd in totaal een zeventigtal mijnschachten in de omgeving geboord. In Whitehaven vonden twee grote mijnrampen plaats: in 1910 en 1947 kwamen respectievelijk 136 mijnwerkers in de Wellington Pit en 104 mijnwerkers in de William Pit om het leven bij explosies, en diverse incidenten in de Haig Pit kostten eind jaren 20 nogmaals aan 83 mensen het leven. Sedert de grote Britse mijnwerkersstaking van 1984/85 is de mijnactiviteit in Whitehaven ingestort. De laatste mijn, Haig Pit, sloot in 1986.

## Economie
Mijnbouw vormde ongeveer drie eeuwen lang de belangrijkste bron van inkomsten voor Whitehaven. Daarnaast was er ook een fabriek van detergenten, Marchon Products Ltd. Whitehaven was hiervoor goed gelegen, omdat voor de productie van zeep fosforiet vereist is, dat via de haven werd aangevoerd. Marchon sloot echter in 2005 de deuren. De haven van Whitehaven werd van cargohaven omgebouwd tot een jachthaven voor zeilschepen en vissersboten. Toerisme is een toenemend belangrijke bron van inkomsten. Whitehaven ligt centraal tussen Barrow-in-Furness in het zuiden en Carlisle in het noorden, en vormt zodoende een tussenstop voor wie de trein van de ene naar de andere plaats neemt, aangezien men hier moet overstappen.
Een zeer belangrijke factor voor de tewerkstelling in Whitehaven is de nucleaire centrale van Sellafield.

## Schietpartij
Derrick Bird, een taxibestuurder uit Rowrah, schoot op 2 juni 2010 in het wilde weg op diverse mensen in het westen van Cumbria. Hij reed door Whitehaven en vuurde willekeurig op voorbijgangers en op andere taxichauffeurs, alvorens uiteindelijk zichzelf door het hoofd te schieten. In totaal doodde hij 12 mensen en verwondde er 11. Zijn motieven waren onduidelijk, al is het mogelijk dat hij wrok koesterde jegens de centrale van Sellafield, waar hij vroeger gewerkt had en wegens diefstal ontslagen was.

## Geboren
- Scott Carson (3 september 1985), voetballer
- Dean Henderson (12 maart 1997), voetballer
- Jonny Edgar (13 februari 2004), autocoureur

## Bezienswaardigheden

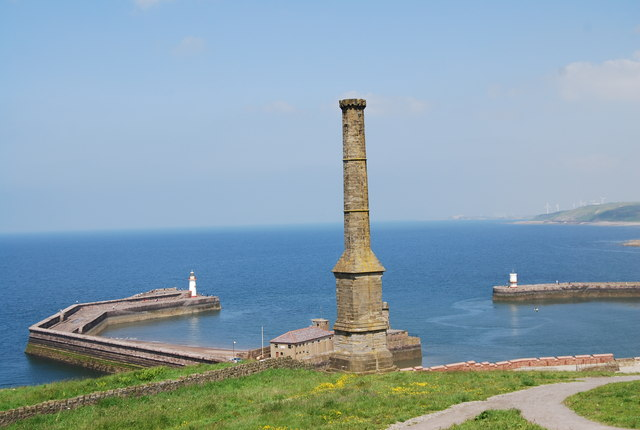
De ‘kandelaar’: de schoorsteen van de Wellington Pit

Whitehaven heeft een groot aantal georgiaanse gebouwen en wordt omgeven door kliffen. Het eiland Man is normaliter goed zichtbaar aan de overkant van de zee. De jachthaven bevindt zich vóór de centrale markt. Er is een museum dat aan rum is gewijd, een mijnmuseum en een educatief centrum aan de waterkant, The Beacon genaamd. Op de heuvel aan de zuidkant ziet men de ‘kandelaar’ van de Wellington Pit staan. Aan het eind van Lowther Street bevindt zich een oude kerk. Whitehaven heeft enkele uitkijkplatforms met telescopen, en er lopen gewoonlijk ganzen op de kaden.
Om de twee jaar vindt in Whitehaven een groot scheepvaartfestival plaats, georganiseerd door een groep vrijwilligers die The Whitehaven Festival Company heet. Dit festival staat in het teken van alles wat met de zee te maken heeft, en wordt gecombineerd met optredens van bekende rock- en popgroepen. De laatste editie vond in 2012 plaats en trok circa 350.000 mensen naar Whitehaven.